# Tour da Bélgica feminino
O Tour da Bélgica feminino (oficialmente: Lotto Belgium Tour) é uma corrida ciclista feminina por etapas que se disputa na Bélgica. É a versão feminina da corrida do mesmo nome.
Sua primeira edição correu-se em 2012 fazendo parte do Calendário UCI Feminino sob categoria 2.2 e em 2016 passou a ser uma corrida de categoria 2.1.

## Palmarés
| Ano                        | Vencedor                 | Segundo              | Terceiro             |           |
| -------------------------- | ------------------------ | -------------------- | -------------------- | --------- |
| Lotto-Decca Tour           |                          |                      |                      |           |
| 2012                       | Ellen van Dijk           | Liesbet De Vocht     | Lisa Brennauer       |           |
| Lotto-Belisol Belgium Tour |                          |                      |                      |           |
| 2013                       | Ellen van Dijk           | Lisa Brennauer       | Emma Johansson       |           |
| 2014                       | Annemiek van Vleuten     | Anna van der Breggen | Thalita de Jong      |           |
| Lotto Belgium Tour         |                          |                      |                      |           |
| 2015                       | Emma Johansson           | Amalie Dideriksen    | Anna van der Breggen |           |
| 2016                       | Annemiek van Vleuten     | Marianne Vos         | Lucinda Brand        |           |
| 2017                       | Anouska Koster           | Ruth Winder          | Marianne Vos         |           |
| 2018                       | Liane Lippert            | Aude Biannic         | Lotte Kopecky        |           |
| 2019                       | Mieke Kröger             | Lotte Kopecky        | Audrey Cordon-Ragot  |           |
| 2020                       | cancelado                | cancelado            | cancelado            | cancelado |
| 2021                       | Lotte Kopecky            | Ellen van Dijk       | Lorena Wiebes        |           |
| 2022                       | Agnieszka Skalniak-Sójka | Shari Bossuyt        | Ally Wollaston       |           |
| 2023                       | cancelado                | cancelado            | cancelado            | cancelado |

## Palmarés por países
| País          | Vitórias |
| ------------- | -------- |
| Países Baixos | 5        |
| Alemanha      | 2        |
| Suécia        | 1        |